# 世界の王
世界の王（せかいのおう、シュメール語: lugal ki-sár-ra, lugal kiš-ki, アッカド語: šarru kiššat māti, šar-kiššati, šar kiššatim）は、古代オリエントの君主が用いた修辞的な称号。「四方世界の王」といった他の同様の称号と共に用いることで、全世界の支配を主張した。
最初にアッカド王サルゴンによって用いられ、その後は紀元前2千年紀および1千年紀のバビロニア・アッシリア・ペルシアの諸君主がこの称号を用いた。
この称号の語源はキシュであると考えられており、シュメール時代には北方に河川を擁しているという有利な戦略的位置により、既に卓越した地位を占めていた。したがって、その王も特別な地位にあり、キシュ王メサリムがラガシュ・ウンマ間の戦争を仲介したという記録が残っている。

## 参考書籍
- Josette Elayi (2017). Sargon II, King of Assyria. SBL Press. ISBN 978-0884142232